# Монтаржі (округ)
Округ Монтаржі (фр. Arrondissement de Montargis) — округ у Франції, в департаменті Луаре. 2023 року округ об'єднував 125 муніципалітетів, населення становило 168 534 особи.
Адміністративний центр (супрефектура) — Монтаржі.

## Муніципалітети
Список муніципалітетів округу та їхні коди INSEE:
1. Адон (45001)
2. Амії (45004)
3. Аян-сюр-Мільрон (45002)
4. Базош-сюр-ле-Бе (45026)
5. Батії-ан-Пюїзе (45023)
6. Бельгард (45031)
7. Больє-сюр-Луар (45029)
8. Бонні-сюр-Луар (45040)
9. Бошам-сюр-Юіяр (45027)
10. Брето (45052)
11. Бріар (45053)
12. Буаморан (45036)
13. Варенн-Шанжі (45332)
14. В'єй-Мезон-сюр-Жудрі (45334)
15. Вільвок (45343)
16. Вільмандер (45338)
17. Вільмутьє (45339)
18. Віморі (45345)
19. Гондревіль (45158)
20. Гризель (45161)
21. Даммарі-ан-Пюїзе (45120)
22. Даммарі-сюр-Луен (45121)
23. Дордів (45127)
24. Душі-Монкорбон (45129)
25. Ервовіль (45136)
26. Ескриньєль (45138)
27. Жироль (45156)
28. Жі-ле-Нонен (45165)
29. Жіан (45155)
30. К'є-сюр-Безонд (45259)
31. Конфлан-сюр-Луен (45102)
32. Корбей (45103)
33. Коркійруа (45104)
34. Кортра (45105)
35. Кудруа (45107)
36. Куллон (45108)
37. Куртамп'єрр (45114)
38. Куртене (45115)
39. Куртмо (45113)
40. Ла-Бюсьєр (45060)
41. Ла-Кур-Мариньї (45112)
42. Ла-Сель-ан-Ермуа (45306)
43. Ла-Сель-сюр-ле-Б'є (45307)
44. Ла-Шапель-Сен-Сепюлькр (45076)
45. Ла-Шапель-сюр-Аверон (45077)
46. Ладон (45178)
47. Ланжесс (45180)
48. Ле-Біньон-Мірабо (45032)
49. Ле-Муліне-сюр-Солен (45218)
50. Ле-Шарм (45079)
51. Ле-Шу (45096)
52. Ломбрей (45185)
53. Лоррі (45187)
54. Лузуе (45189)
55. Мезьєр-ан-Гатіне (45205)
56. Меллеруа (45199)
57. Меренвіль (45201)
58. Міньєр (45206)
59. Міньєретт (45207)
60. Монбуї (45210)
61. Монкрессон (45212)
62. Монтаржі (45208)
63. Монтеро (45213)
64. Морман-сюр-Верніссон (45216)
65. Мулон (45219)
66. Наржі (45222)
67. Невуа (45227)
68. Неплуа (45223)
69. Ножан-сюр-Верніссон (45229)
70. Нуає (45230)
71. Овільє-ан-Гатіне (45017)
72. Отрі-ле-Шатель (45016)
73. Панн (45247)
74. Пер-ан-Гатіне (45250)
75. П'єррфітт-е-Буа (45251)
76. Покур (45249)
77. Пренуа (45256)
78. Прессіньї-ле-Пен (45257)
79. Префонтен (45255)
80. Пуаї-лез-Жіан (45254)
81. Розуа-ле-В'єй (45265)
82. Сен-Бриссон-сюр-Луар (45271)
83. Сен-Гондон (45280)
84. Сен-Жермен-де-Пре (45279)
85. Сен-Ілер-лез-Андрезі (45281)
86. Сен-Ілер-сюр-Пюїзо (45283)
87. Сен-Мартен-сюр-Окр (45291)
88. Сен-Морис-сюр-Аверон (45292)
89. Сен-Морис-сюр-Фессар (45293)
90. Сен-Фірмен-де-Буа (45275)
91. Сен-Фірмен-сюр-Луар (45276)
92. Сент-Женев'єв-де-Буа (45278)
93. Сепуа (45061)
94. Сернуа-ан-Беррі (45064)
95. Со-дю-Гатіне (45303)
96. Сольтерр (45312)
97. Тіморі (45321)
98. Торай (45322)
99. Трей-ан-Гатіне (45328)
100. Тригер (45329)
101. Ту (45323)
102. Узуе-де-Шам (45242)
103. Узуе-су-Бельгард (45243)
104. Узуе-сюр-Трезе (45245)
105. Уссон-сюр-Луар (45238)
106. Уссуа-ан-Гатіне (45239)
107. Фаверель (45141)
108. Фен-ан-Гатіне (45143)
109. Феррієр-ан-Гатіне (45145)
110. Фонтене-сюр-Луен (45148)
111. Фревіль-дю-Гатіне (45150)
112. Фушроль (45149)
113. Шаї-ан-Гатіне (45066)
114. Шалетт-сюр-Луен (45068)
115. Шампуле (45070)
116. Шантекок (45073)
117. Шаплон (45078)
118. Шатенуа (45084)
119. Шатійон-Коліньї (45085)
120. Шатійон-сюр-Луар (45087)
121. Шато-Ренар (45083)
122. Шеванн (45091)
123. Шевійон-сюр-Юіяр (45092)
124. Шеврі-су-ле-Біньон (45094)
125. Шуель (45097)